# Pont Julien
Der Pont Julien ist eine römische Steinbogenbrücke aus dem Jahr 3 v. Chr. in der Provence.

## Lage und Umgebung
Der Pont Julien überspannt den Calavon etwa fünf Kilometer nördlich des Ortes Bonnieux im französischen Département Vaucluse.
Die Brücke ist Teil der Via Domitia, einer römischen Straße, die Narbonne (Colonia Narbo Martius) mit Turin (Augusta Taurinorum) verband. Ihr Name leitet sich aus ihrer Nähe zur Stadt Apt (Colonia Apta Julia) her. Sie ersetzte eine ältere Brücke, deren Spuren noch an einzelnen Pfeilern nachweisbar sind.

## Konstruktion und Daten
Der Pont Julien ist 117,70 m lang und 5,90 m breit, die befahrbare Fläche ist 4,20 m breit. Die Höhe der zur Mitte hin ansteigenden Brücke erreicht im Scheitelpunkt 9 m.
Sie besteht aus drei Bögen, deren mittlerer höher ist als die beiden flankierenden. Der mittlere Bogen hat eine Spannweite von 16 m und die beiden flankierenden Bögen haben jeweils eine Spannweite von 10,20 m. Die mittleren Brückenpfeiler sind zusätzlich durch große Bogenöffnungen durchbrochen, um möglichem Hochwasser weniger Angriffsfläche zu bieten.
Der Kalkstein, aus dem die Brücke errichtet wurde, stammt aus den Steinbrüchen des nahegelegenen Luberon.

## Geschichte des Bauwerks
Die römische Brücke war bis zum Frühjahr 2005 Teil der Departementstraße 108 und entsprechend genutzt; damals wurde ca. 100 m entfernt eine Parallelbrücke als Teil einer kurzen Umgehungsstraße in Betrieb genommen. Dank ihrer 2000-jährigen Nutzung ist die Pont Julien eine der am besten erhaltenen Römerbrücken in Frankreich.